# خورخي دياز (لاعب رماية)
خورخي دياز (بالإسبانية: Jorge Díaz)‏ هو لاعب رماية إسباني، ولد في 26 نوفمبر 1985.

## وصلات خارجية
- خورخي دياز على موقع الاتحاد الدولي (الإنجليزية)
- خورخي دياز على موقع أوليمبيديا (الإنجليزية)